# أراكاشة صفراء الجذور
أراكاشة صفراء الجذور أو صفراء العروق (الاسم العلمي:Arracacia xanthorrhiza) هي نوع من النباتات يتبع جنس الأراكاشة من الفصيلة الخيمية.